# رولان بزاما
رولان بزاما (فرانسوی: Roland Bezamat‎؛ زادهٔ ۲۶ مهٔ ۱۹۲۸) دوچرخه‌سوار اهل فرانسه است.
وی در مسابقات کشوری و بین‌المللی در مجموع برندهٔ ۱ مدال برنز شده‌است.